# Peucetia viridana
Peucetia viridana är en spindelart som först beskrevs av Ferdinand Stoliczka 1869.  Peucetia viridana ingår i släktet Peucetia och familjen lospindlar. Inga underarter finns listade i Catalogue of Life.